# Festival Internacional de Cinema de Berlim
O Festival Internacional de Cinema de Berlim (em alemão:  Internationale Filmfestspiele Berlin), mais conhecido como Berlinale (pronúncia em alemão: [bɛʁliˈnaːlə] (escutarⓘ)), é um festival de cinema realizado anualmente em Berlim, Alemanha. Fundado em 1951 e originalmente realizado em junho, o festival passou a ocorrer em fevereiro a partir de 1978. É um dos "Três Grandes" festivais de cinema da Europa, ao lado do Festival de Veneza, na Itália, e do Festival de Cannes, na França. Além disso, é considerado um dos "Cinco Maiores" festivais de cinema do mundo. Todos os anos, o evento atrai dezenas de milhares de visitantes.
Cerca de 400 filmes são exibidos em diversos locais de Berlim, especialmente nos arredores da Potsdamer Platz. As produções são apresentadas em nove seções de diferentes gêneros cinematográficos, com aproximadamente vinte filmes competindo na seção principal, a Competição, pelos prêmios mais importantes do festival. Os principais troféus, o Urso de Ouro e os Ursos de Prata, são concedidos pelo júri internacional, presidido por uma personalidade renomada do cinema. Além dessas premiações, outros júris especializados da Berlinale e diversas organizações independentes também distribuem prêmios adicionais.
Paralelamente ao festival, ocorre o European Film Market (EFM), uma feira de negócios do setor cinematográfico que se tornou um dos principais encontros da indústria no circuito internacional. O evento reúne distribuidores, compradores, produtores, investidores e agentes de coprodução. Já o Berlinale Talents, uma série de palestras e workshops realizada ao longo de uma semana, é um programa voltado para jovens cineastas e ocorre em parceria com o festival.

## História
Durante o auge da Guerra Fria, em 1950, Oscar Martay, um diretor de cinema da Divisão de Serviço de Informação do Alto Comissariado Americano para a Alemanha com sede em Berlim, propôs a ideia de um festival de cinema em Berlim. A proposta foi submetida a um comitê que incluía membros do Senado de Berlim e pessoas da indústria cinematográfica alemã em 9 de outubro de 1950.  Por meio de seus esforços e influência, a administração militar americana foi persuadida a ajudar e conceder empréstimos para os primeiros anos do Festival Internacional de Cinema de Berlim, que começou em junho de 1951 com o historiador de cinema Dr. Alfred Bauer como seu primeiro diretor, cargo que ocupou até 1976. Rebecca, de Alfred Hitchcock abriu o primeiro festival no Titania-Palast em Steglitz em 6 de junho de 1951. O primeiro festival ocorreu de 6 a 17 de junho, com Waldbühne sendo outro local do festival.
Os vencedores dos primeiros prêmios em 1951 foram determinados por um painel da Alemanha Ocidental, e houve cinco vencedores do Urso de Ouro, divididos por categorias e gêneros. Cinderela, que ganhou o Urso de Ouro por um Filme Musical, também ganhou o prêmio do público. A FIAPF (Fédération Internationale des Associations de Producteurs de Films) proibiu a atribuição de prêmios do júri no festival, portanto, entre 1952 e 1955, os vencedores do Urso de Ouro foram determinados pelos membros do público. Em 1956, a FIAPF credenciou formalmente o festival e desde então o Urso de Ouro foi premiado por um júri internacional.
Durante a Guerra Fria, uma seleção dos filmes também foi exibida em Berlim Oriental.
A 20ª edição do festival em 1970 foi interrompida e os prêmios não foram emitidos após polêmica sobre a exibição do filme o.k. de Michael Verhoeven. No ano seguinte, o festival foi reformado e um novo Fórum Internacional do Novo Cinema foi criado.
Bauer foi sucedido pelo jornalista de cinema Wolf Donner em 1976, que deu aos filmes alemães maior prioridade. Depois de sua primeira Berlinale em junho de 1977, ele negociou com sucesso a mudança do festival de junho para fevereiro (22 de fevereiro - 5 de março de 1978), uma mudança que permaneceu desde então. Esse festival, a 28ª edição, viu o júri premiar o Urso de Ouro à Espanha por sua contribuição para o festival, ao invés de um filme específico. Os três filmes espanhóis que foram exibidos e venceram o festival foram o curta Ascensor dirigido por Tomás Muñoz e os longas Las palabras de Max de Emilio Martínez Lázaro e Las truchas de José Luis García Sánchez. O festival de 1978 também viu o início do European Film Market.
Depois de apenas três anos no cargo, Donner foi seguido por Moritz de Hadeln, que ocupou o cargo de 1980 até que o diretor Dieter Kosslick assumiu em 2001.
Em 2000, o Theatre am Potsdamer Platz, conhecido como Berlinale Palast durante o festival, tornou-se o local principal do festival. Desde 2009, Friedrichstadt-Palast também tem sido usado.
Em junho de 2018, foi anunciado que Mariette Rissenbeek seria a nova diretora executiva ao lado do diretor artístico Carlo Chatrian. Eles assumiram seus cargos após a edição final de Kosslick em 2019. Rissenbeek se tornou a primeira mulher a liderar a Berlinale.
Um 71º festival encurtado ocorreu virtualmente em março de 2021 devido à pandemia de COVID-19.

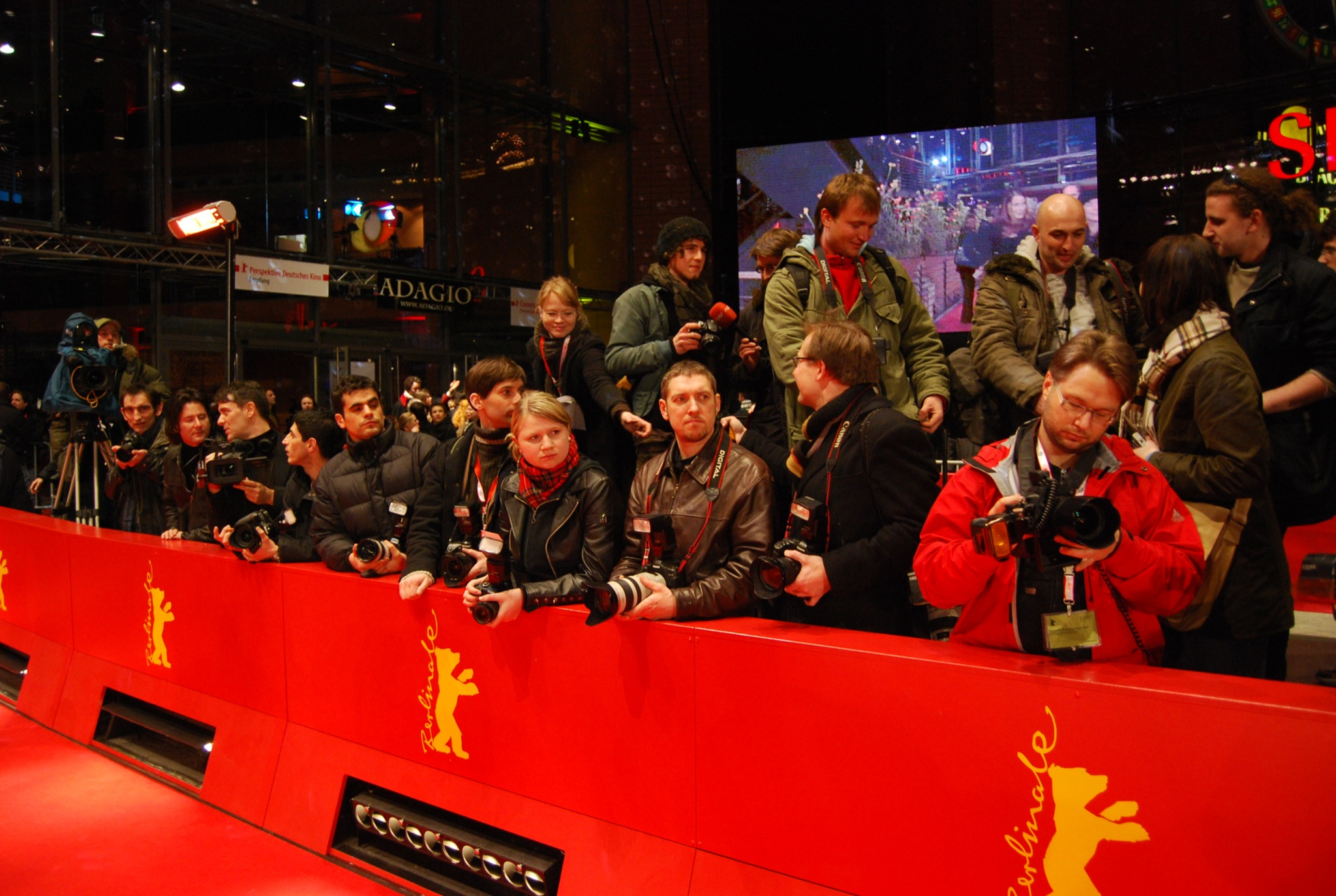
Mais que 4200 Jornalistas de 100 países referem sobre a Berlinale 2008

## Vencedores do Urso de Prata

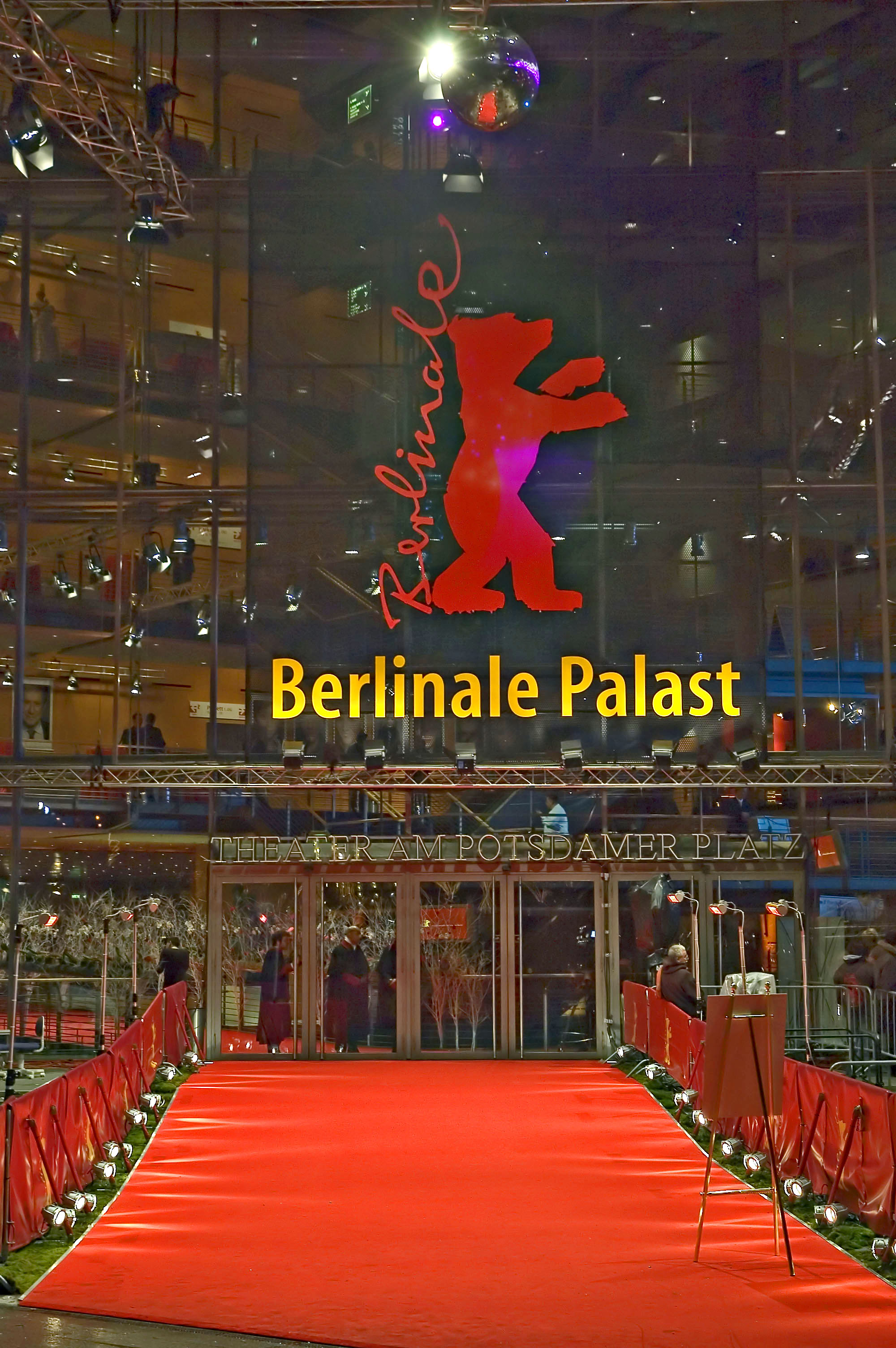
Berlinale Palast, Potsdamer Platz
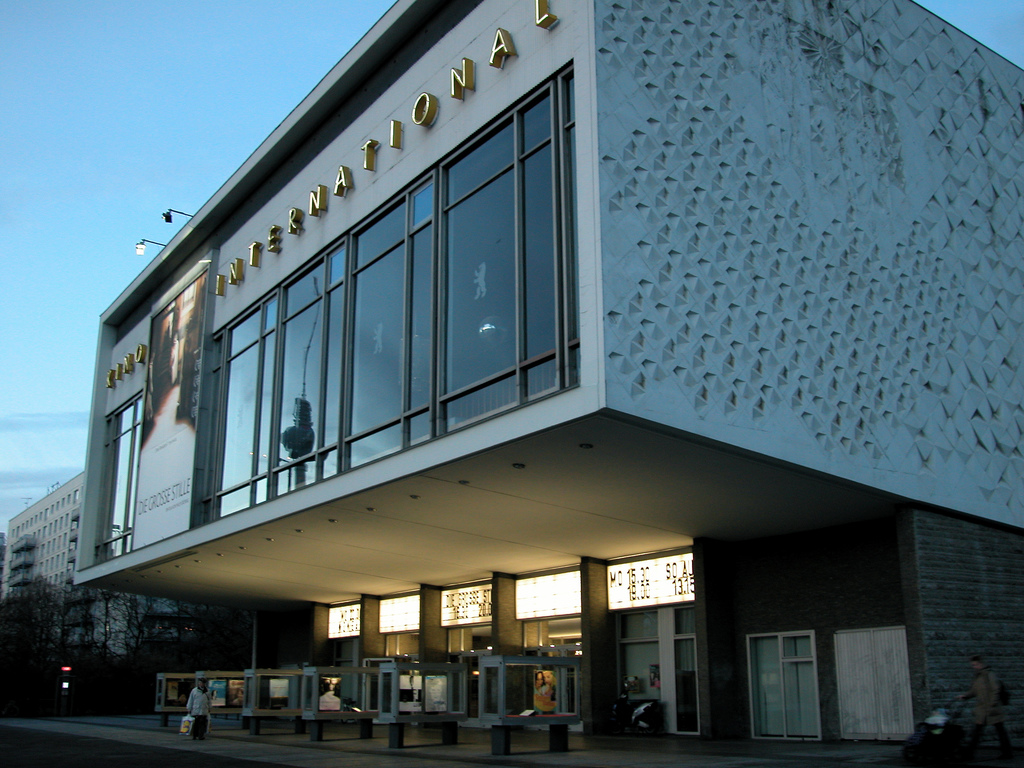
Kino International
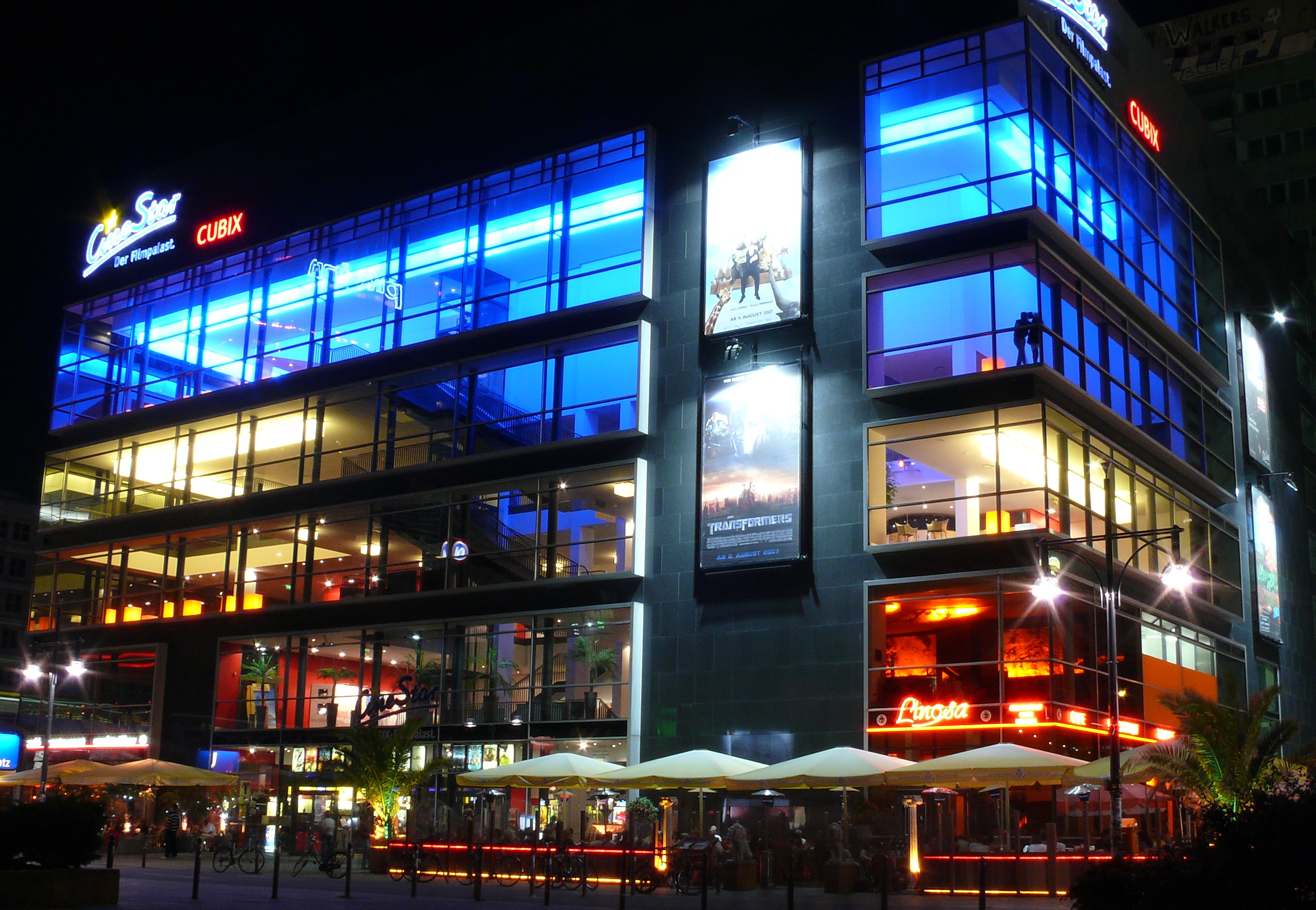
Cubix Kino
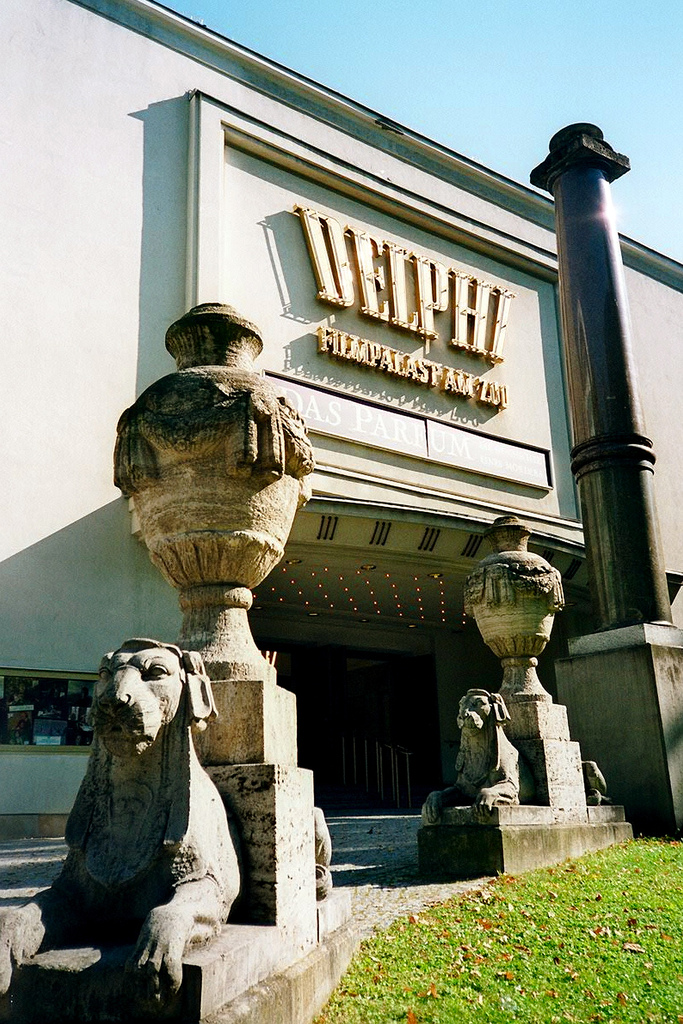
Delphi Filmpalast
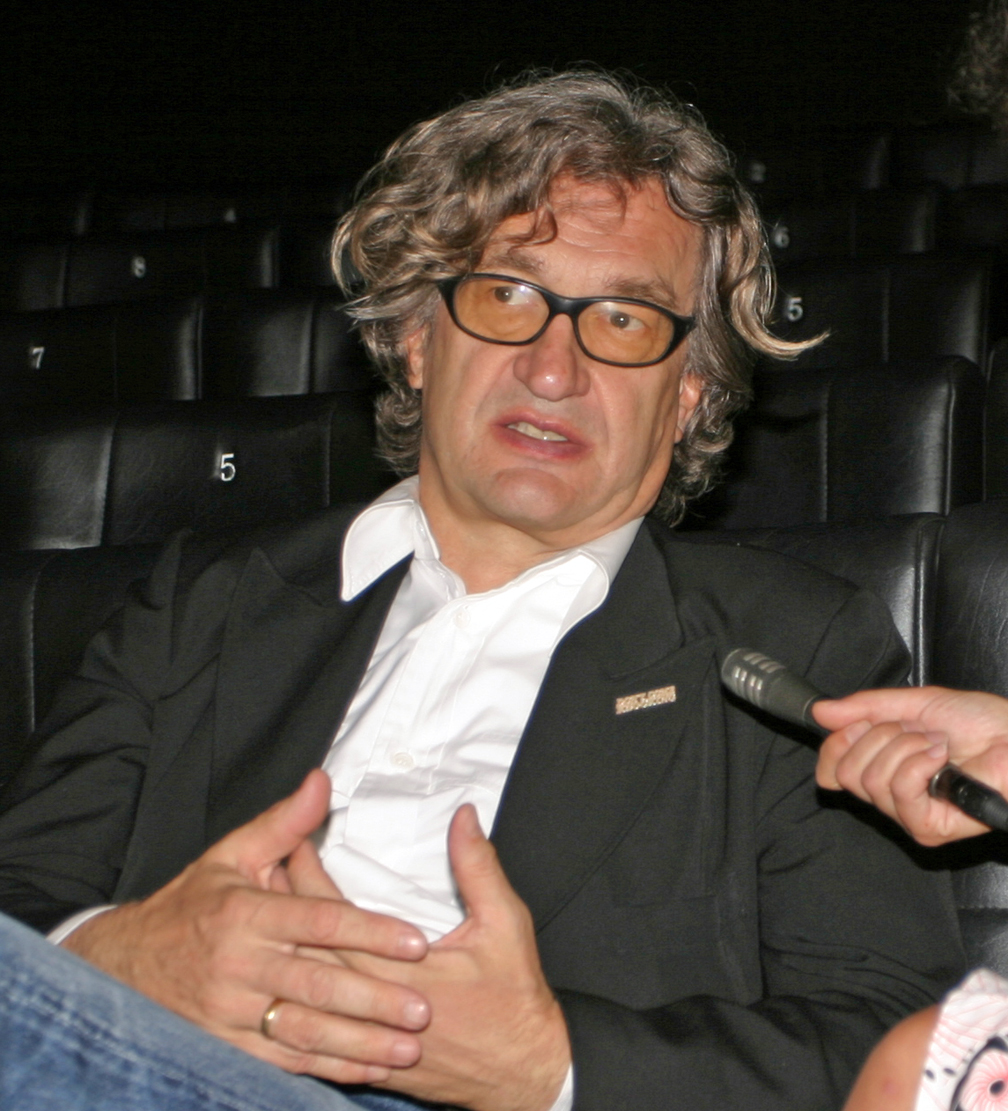
Wim Wenders
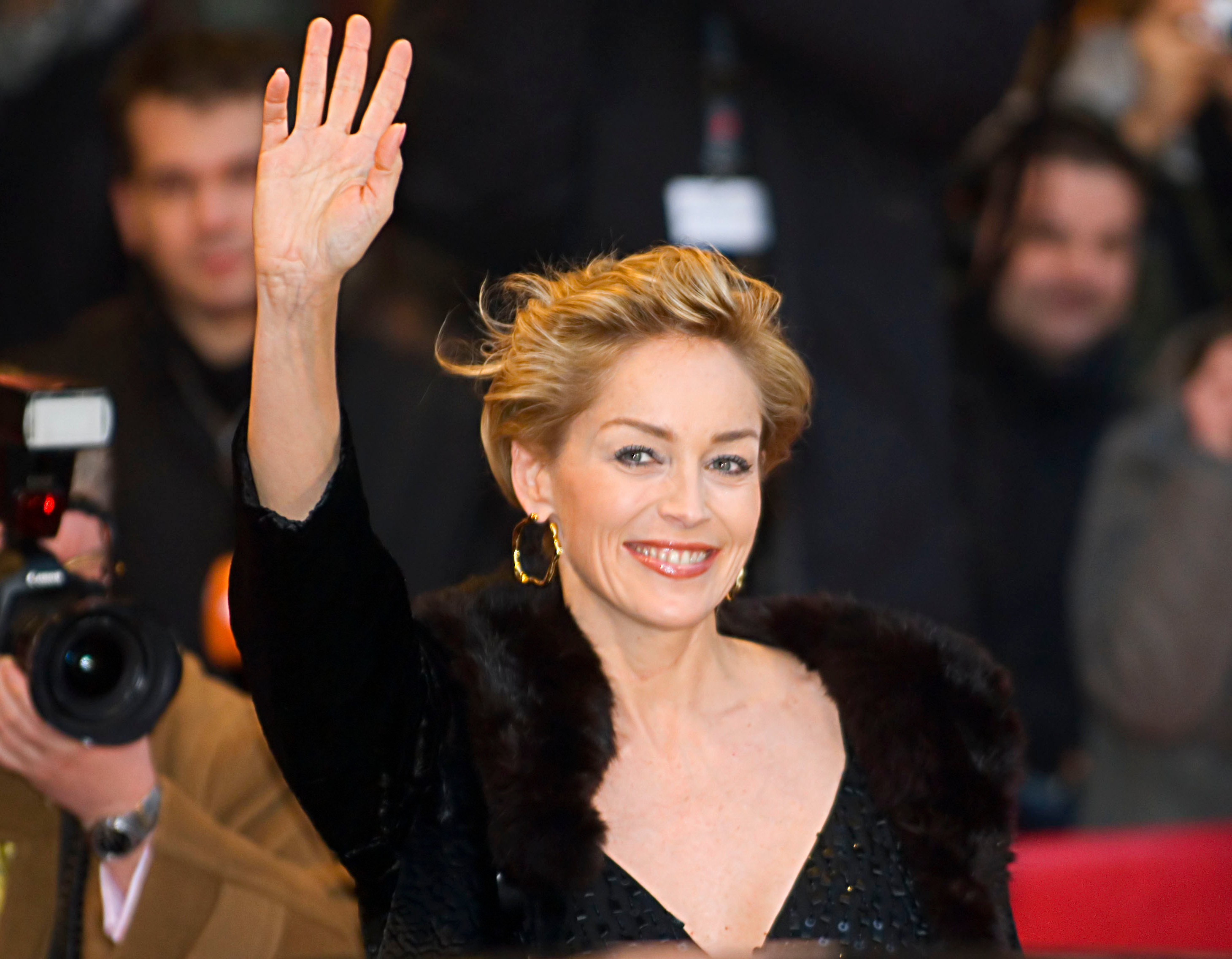
Sharon Stone